# Dichochrysa parabola
Dichochrysa parabola är en insektsart som först beskrevs av Okamoto 1919.  Dichochrysa parabola ingår i släktet Dichochrysa och familjen guldögonsländor. Inga underarter finns listade i Catalogue of Life.